# Городыский, Анатолий Вячеславович
Анатолий Вячеславович Городыский (23 июля 1881 — 13 февраля 1933, Давос, Граубюнден) — русский морской офицер, капитан 1-го ранга. Участник Первой мировой войны и Гражданской войны в России на стороне Белого движения. Эмигрант.

## Биография
Родился 23 июля 1881 года, сын офицера. Закончил Морской кадетский корпус в 1902 году.
Мичман эскадренного миноносца «Сметливый». В 1905 году штурман на крейсере «Очаков». В 1907—1908 годах — слушатель Артиллерийских офицерских классов. В 1912—1913 годах в командировке в Берлине и Вене, приемщик техники для флота.
Участник Первой мировой войны. Старший офицер линейного корабля «Императрица Мария».
12 мая 1916 года «Императрицу Марию» посетил Николай II с семьей. Император обошел выстроившуюся на палубе команду, поприветствовал офицеров и осмотрел действие артиллерийских механизмов. Затем он был приглашен в кают-компанию, где старший офицер Городыский от имени офицеров корабля вручил императору золоченную саблю [неуставной знак отличия]. Государь, который хорошо знал уставы, понял все, но не подал виду и саблю принял.
Выжил при взрыве корабля 20 октября 1916 года, когда погибло 309 членов экипажа. Оставил мемуары об этом событии.
Капитан 2-го ранга, флагманский артиллерийский офицер штаба Черноморского флота.
Во ВСЮР, весной 1919 капитан над портом Севастополя. В апреле 1919 командир транспорта «Рион», участник Крымской эвакуации (1919).
Крупный транспорт «Рион», на котором не было команды, должен был идти на буксире и предназначался для эвакуации гражданских лиц. Отход назначен на 11 апреля 1911 года. На борту находилось около 4 тысяч пассажиров, расположившихся по палубам и трюмам. Среди них на корабль проник агент большевиков, принесший в носовой трюм в чемодане бомбу с часовым механизмом. Уже в сумерках произошел большой силы взрыв, разбросавший во все стороны скученных пассажиров. Всего 21 человек был убит и 79 ранено, среди них женщины и дети. Командиру транспорта капитану 2-го ранга А. В. Городыскому и бывшим с ним девяти офицерам удалось остановить панику, но несколько человек прыгнуло за борт. После наведения порядка, около половины пассажиров, опасаясь новых взрывов, покинуло транспорт.
В Белом флоте и Русской армии Врангеля капитан 1-го ранга. В марте 1920 года участник десантной экспедиции в Хорлы.
Начальник базы в Константинополе до эвакуации Крыма в ноябре 1920 года. К лету 1921 года в Константинополе.
В эмиграции во Франции, в 1928 году организатор и председатель Военно-морского исторического кружка в Париже, с 1930 года вице-председатель при председателе адмирале П .П. Муравьёве, в 1932 году вышел из Кают-компании в Париже в Морское Собрание.
Сочинял статьи для Морского журнала.
Умер 13 февраля 1933 года в Давосе, Швейцария.